# 댄 최

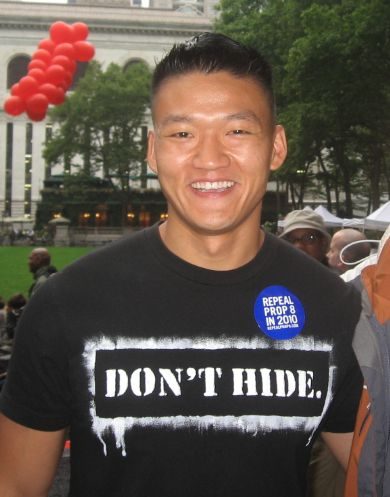
댄 최

대니얼 최(Daniel Choi, 1981년 2월 22일 ~ )는 미국의 군인이었다. 2006년부터 2007년까지 이라크 전쟁에 참전하였다. 게이임을 공표하였으며, 성소수자 권리 운동을 하고 있다.